# Spizaetus melanoleucus
El águila viuda (Spizaetus melanoleucus), también conocida como aguililla blanquinegra, aguilucho blanquinegro y  águila azor blanquinegra, es una especie de ave accipitriforme de la familia Accipitridae que vive en América, desde México, América Central, Sudamérica hasta el norte de Argentina, desde el nivel del mar hasta 1.500 m s. n. m. No se conocen subespecies.
En Argentina se encuentra en el Listado CITES Cat. II: vulnerable, mientras que la IUCN la considera especie de Preocupación Menor por su amplio rango de distribución.

## Descripción
Mide de longitud 50 a 70 cm, pesando entre 600 y 900 g; el espécimen adulto tiene la cabeza, cuello, zona ventral y el borde de ataque de las alas de color blanco blanco; lores, región orbital y cresta occipital corta negros. Espalda negruzca, remeras grisáceas, claro en el envés con barras y puntas negras, cola gris clara y 4 bandas negras delgadas. Patas amarillas bien emplumadas, cera y ojos amarillos en los adultos. Los juveniles tienen los ojos de color gris claro y la espalda parduzca grisácea. No hay otras especies en su rango de distribución que se le parezcan excepto algunos juveniles del Milano Cabecigrís (Leptodon cayanensis). Esta especie es conocida por imitar el plumaje de algunas especies de aguilillas, particularmente el aguililla blanquinegra y el aguililla ornada (Spizaetus ornatus)

## Ecología
Es solitario, se alimenta de mamíferos, reptiles y aves. Su nicho son áreas boscosas, en los bordes, gustando de zonas abiertas cercanas, planea avistando presas. Se posa en perchas. Se arroja en picado al suelo. Se alimenta de aves (codorniz, perdiz, tucán), y mamíferos hasta el tamaño de un zorro, lagartijas grandes. En Belice  los contenidos estomacales de un espécimen macho tomado en Cayo el 21 de marzo de 1931 tenía un tucancillo collarejo (Pteroglossus torquatus). Otro macho tomado al sur de Cayo el 4 de marzo de 1931 contenía los restos de una paloma escamosa (Columba speciosa) en su estómago. En Panamá, Wetmore (1965) observó una de estas águilas que perseguía a los tucancillo collarejo a través del bosque alto. En Surinam, O'Shea (2005) observó recientemente un ataque del águila a una bandada de aracuá pequeño en un árbol frutal al borde de una pista de aterrizaje; Aparentemente iniciando el ataque desde una percha en el dosel de un borde cercano del bosque, el águila se acercó a las aracuá pequeños en un deslizamiento acelerado y poco profundo y se estrelló en medio de la bandada. El resultado del ataque no se pudo determinar. En Argentina, Partridge (1956) observó un águila viuda que aparentemente acechaba a una hembra de pato serrucho y su pichón, y Giai (1951) también informó que esta águila se alimenta de serreta grande en Misiones. Para el 2020, red yaguareté fotografió a un águila viuda con un tero recién capturado en Misiones. En Perú Robinson (1994) informó de un ataque exitoso contra un loro cabeciazul (Pionus menstruus) en un mineral lamido, donde se alimentaban cientos de loros. Posiblemente la misma águila fue visto atacando loros ocho veces más en las cercanías del mineral lamido. Otro atacó a un grupo de hoacin (Opisthocomas hoazin), pero interrumpió el ataque cuando el pájaro que perseguía se estrelló en el agua. Se observó a otro águila viuda volando a través de un árbol frutal Ficus perforata donde una tropa mixta de mono ardilla común y Sapajus apella que se alimentaban, pero el ataque no tuvo éxito. Se observaron otras águilas viudas atacando a las colonias de cacique dorsirrufo (Psarocolius angustifrons) y cacique de yelmo (P. oseryi) volando directamente hacia los nidos y persiguiendo a las hembras cuando salieron de los nidos, y se observó a otra águila atacando loros desde las dosel. Brightsmith (2002) vio una inmersión desde una gran altura en un grupo de guacamayo militar, pero no pudo confirmar que el águila los estaba atacando realmente.
Otras presas aviares tomadas por el águila viuda incluyen la paloma bravía, el sirirí cariblanco, el gavilán pollero, las pava de monte (P. obscura y P. superciliaris), las palomas del género Patagioenas, el tucán de pico acanalado, la garcilla bueyera, el elanio plomizo y el azor zancón.

### Reproducción
No hay mucha información sobre el comportamiento reproductivo de las aguilillas blanquinegras. Investigadores en Brasil pudieron describir en 2006 el primer nido en la selva Atlántica al Sureste del país. En Belice, en 2009, también se han podido describir dos nidos. Los nidos descritos son de grandes estructuras  hechos de ramas y palos. Con base en la poca información disponible se piensa que esta especie solamente pone un huevo por nidada.